# San Leo

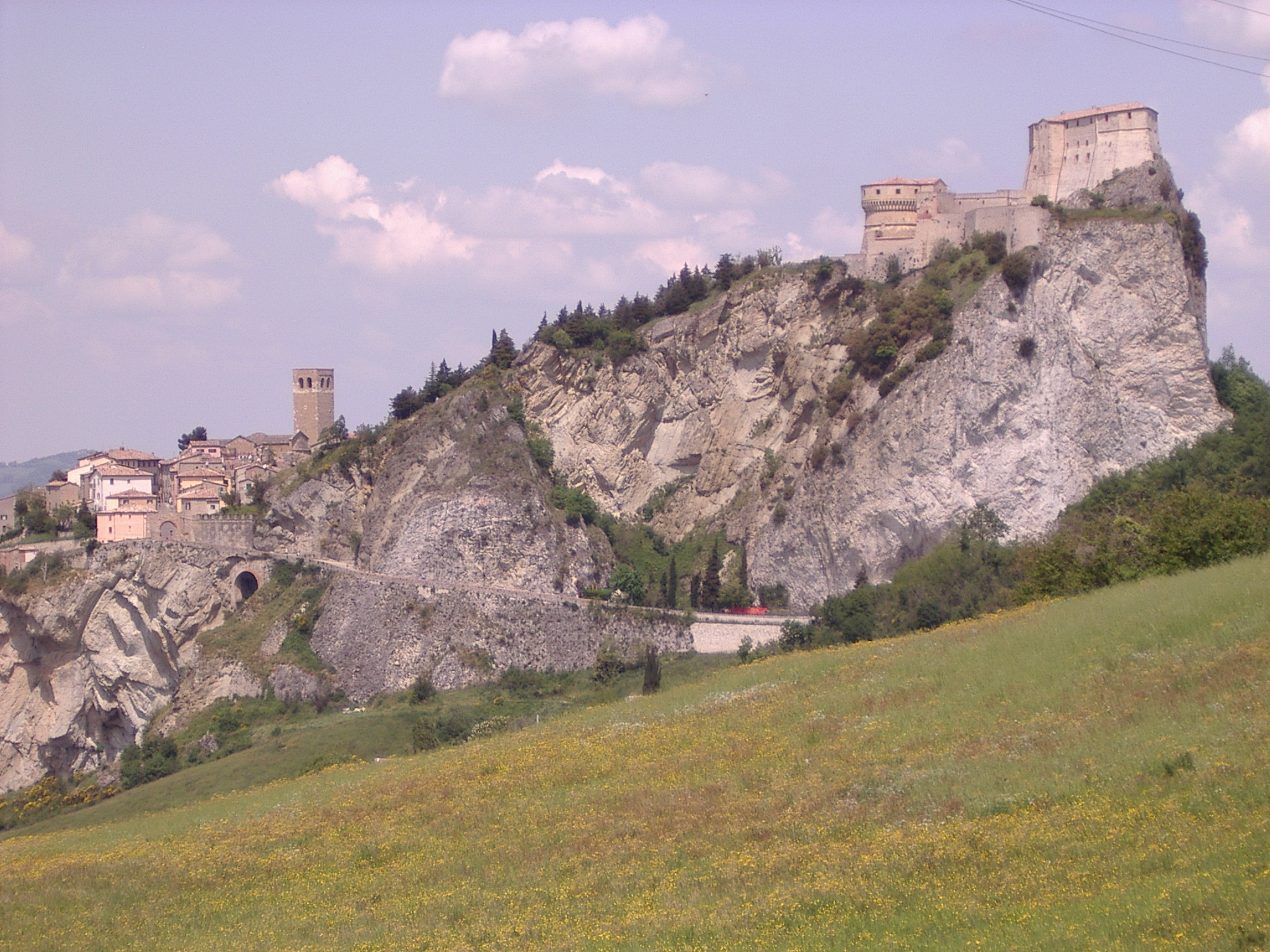
San Leo

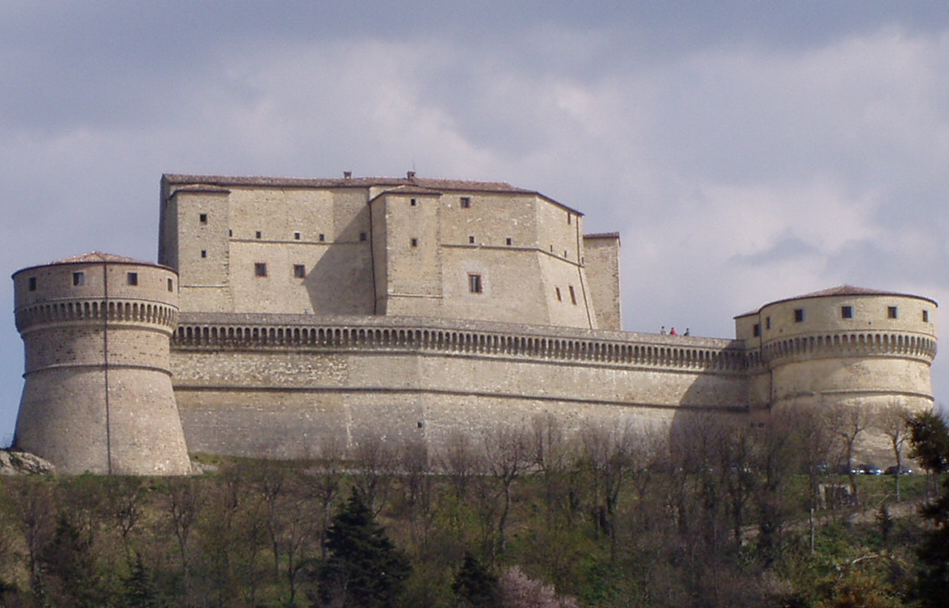
Fort San Leo

San Leo is een gemeente in de Italiaanse provincie Rimini (regio Emilia-Romagna) en telt 3074 inwoners (01/01/2011). De oppervlakte bedraagt 53,32 km², de bevolkingsdichtheid is 58 inwoners per km². Het ligt 35 km van Rimini.

## Geschiedenis
San Leo zou in het jaar 301 gesticht zijn door een metgezel van de heilige Marinus, die in hetzelfde jaar het naburige San Marino stichtte, in een poging te ontkomen aan de christenvervolgingen van keizer Diocletianus. In tegenstelling tot San Marino ging het staatje San Leo ten onder.

## Bezienswaardigheden
- Fort San Leo[2] gelegen boven op de rots, in de 18de eeuw werd het een gevangenis waaronder in 1791 tot 1795 Giuseppe Balsamo, bekend als graaf Alessandro Cagliostro zat en stierf, waarvan de cel nog aanwezig is. Momenteel is het een museum. Te zien zijn onder andere meubelstukken en wapens en een folterkelder.
- Duomo, kathedraal uit 1173, met in de crypte de tombe van de heilige Leo
- Santa Maria Assuntakerk gewijd aan Santa Maria Assunta uit 881

## Geografie
San Leo grenst aan de volgende gemeenten: Maiolo, Monte Grimano Terme (PU), Montecopiolo (PU), Novafeltria, Sassofeltrio (PU), Torriana, Verucchio. Het ligt dicht bij het staatje San Marino.

## Verkeer en vervoer
Bereikbaar vanaf Rimini via de SS258. Vanaf Ravenna de E45, A14 via de SP 12 en SP11.

## Galerij

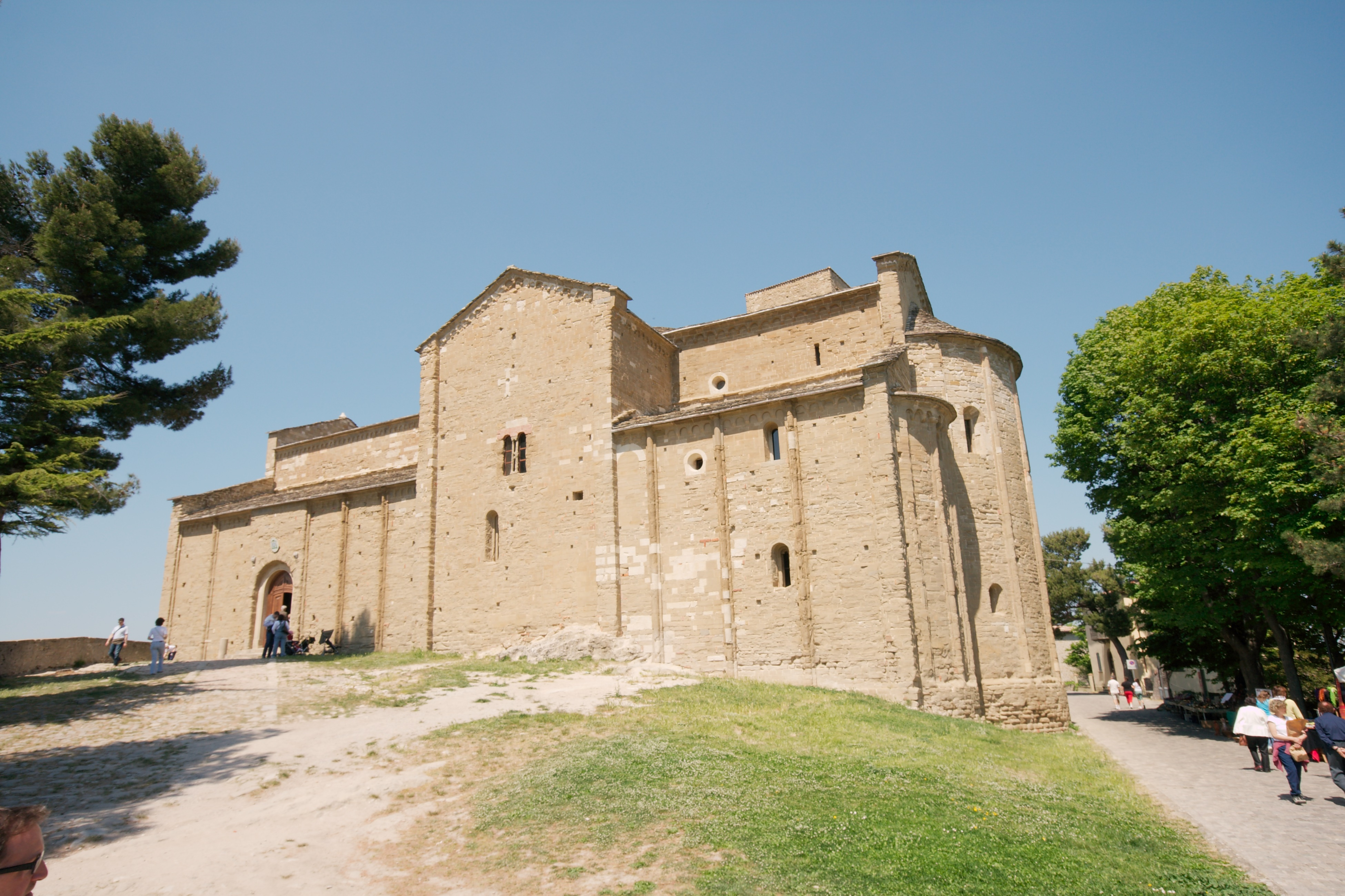
Duomo
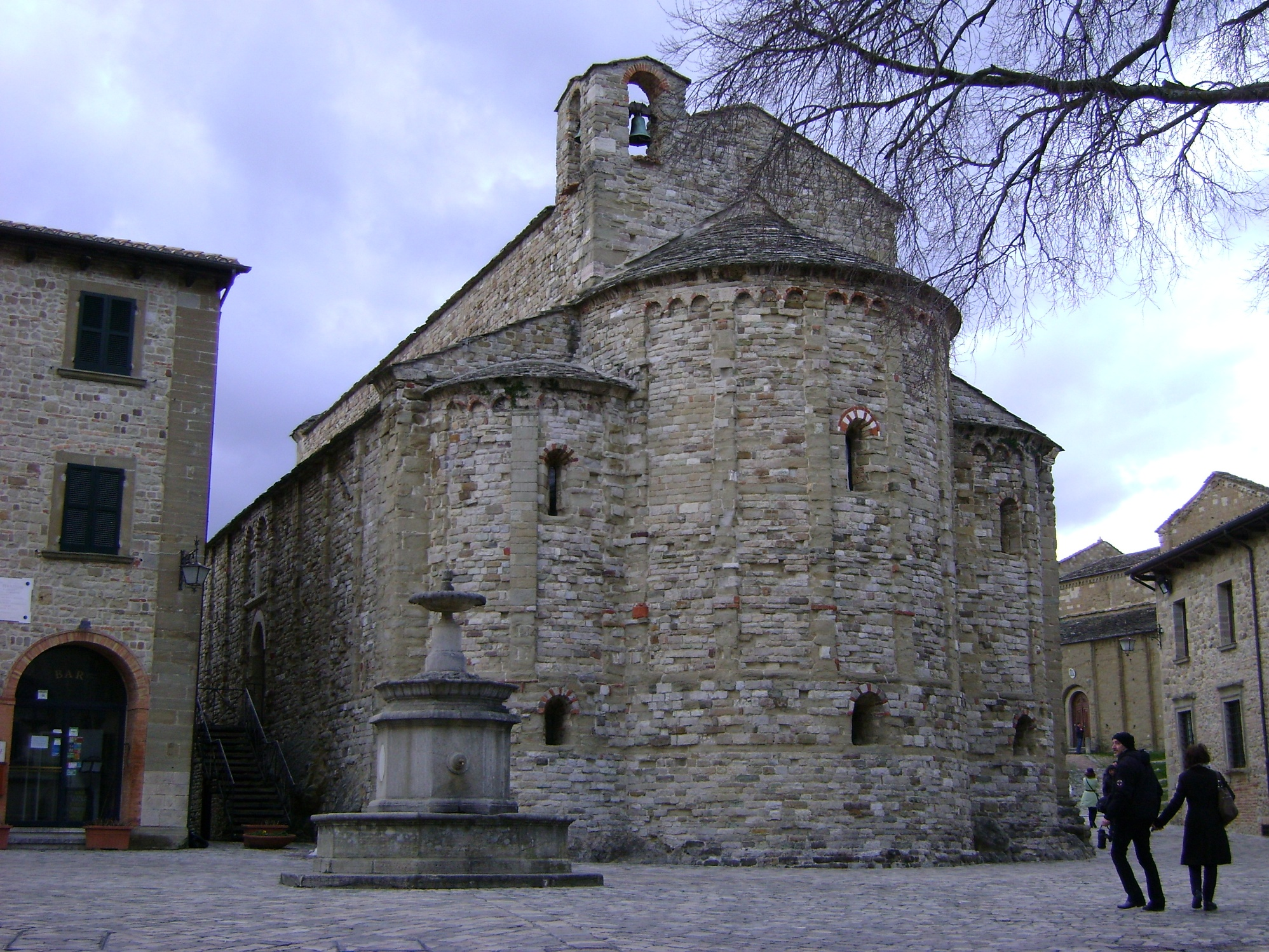
Santa Maria Assuntakerk
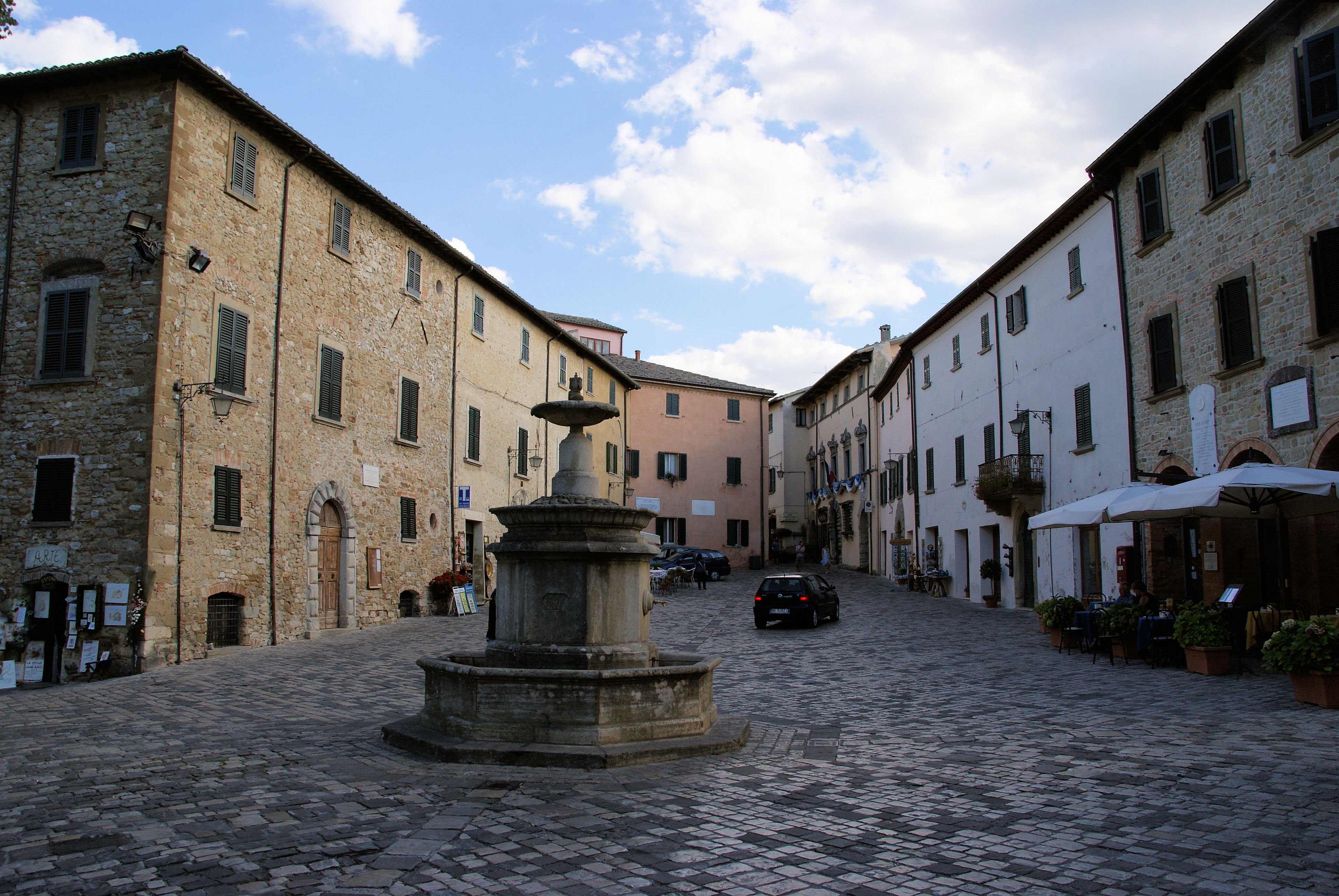
Piazza Dante